# 粗格粒螺
粗格粒螺（学名：Inella spina）为左錐螺科格粒螺屬下的一个种。